# Stewie Griffin
Stewart Gilligan "Stewie" Griffin - Suarez è un personaggio della serie televisiva animata I Griffin.  
Stewie è considerato il personaggio focale della serie: la rivista Wizard lo ha classificato al 95º posto nella classifica dei più grandi villain di tutti i tempi, tuttavia nelle stagioni più recenti è diventato uno dei buoni.
La voce italiana del personaggio è di Nanni Baldini mentre quella originale è del creatore della serie stessa, Seth MacFarlane, che mette ulteriormente in risalto l'accattivante personalità di Stewie doppiandolo con un elegante accento britannico (basato sull'inflessione dell'attore Rex Harrison) a differenza di quello marcatamente americano degli altri personaggi della serie.

## Biografia
Fin troppo sveglio per la sua età (ha solo un anno), Stewie interviene sempre nei discorsi degli adulti che lo circondano con battute caustiche ed impertinenti, soprattutto nei confronti della madre - ad esempio: quando gli chiedono che cosa desideri per Natale, risponde urlando: «La mamma morta!».
Stewie odia sin da quando si trova nel suo grembo la madre Lois (nella versione italiana, infatti, il suo prefisso email è loisdevemorire, che nella versione originale corrisponde a loismustdie), e negli episodi meno recenti ha tentato costantemente di ucciderla: in un episodio addirittura ci riesce, ma siccome la Morte si è rotta un malleolo e quindi si trova in riposo forzato, Lois sopravvive. Nonostante l'odio manifestato nei confronti di Lois, Stewie a volte si mostra affezionato alla donna e ne sente la mancanza quando non c'è probabilmente perché nelle stagioni più recenti il suo odio verso di lei si è ridotto ad una semplice disapprovazione del suo comportamento verso Meg a differenza delle prime stagioni in cui era cattivo e cercava di ucciderla.
È un grande amico di Brian, il cane della famiglia Griffin, con il quale intraprende discussioni e s'imbarca in bizzarre avventure. Stewie rivela l'attaccamento all'amico nella puntata "Brian e Stewie" dell'ottava stagione.
Ha anche un orsacchiotto chiamato Rupert, con cui si confida spesso e a cui tiene molto col quale sembrerebbe avere una "relazione". Originariamente sembrerebbe che Stewie avesse la testa più o meno rotonda, e che poi divenne ovale in seguito ad un impatto violento sul soffitto della camera dei genitori dopo essere saltato troppo in alto sul letto (S03-EP19), ma la versione di questo episodio andrebbe in conflitto con un altro episodio della 1ª stagione (S01-EP03) in cui si vede che la caratteristica testa ovale era così già formata nell'utero materno. Col tempo, il carattere di Stewie è alquanto migliorato: infatti smette di essere una sorta di psicopatico crudele e diventa un personaggio decisamente più buono e tranquillo, anche se in alcune occasioni agisce con violenza ed ama sminuire Brian quando si atteggia.
Nell' episodio 16 della stagione 9, La teoria del Big Bang, si scopre che è un discendente di Leonardo Da Vinci.

## Caratterizzazione del personaggio
Nelle prime stagioni Stewie era il perfetto esempio di perverso polimorfo freudiano, avendo anche un particolare che lo distingue moltissimo: essere infuriato senza motivo. È trascinato da pulsioni distruttive e ha un complesso edipico "al contrario" e irrisolto che spesso, come detto, lo induce al desiderio di uccidere la madre; tuttavia è anche un personaggio capace di assumere qualsiasi forma del vivere quotidiano con sbalorditiva e camaleontica facilità. È quindi bambino (come rimarcano alcuni elementi quali la sua pipa a bolle, il suo inseparabile orsetto di pezza Rupert e la sua passione per i Teletubbies), ma è anche estremamente adulto. Il suo cane e amico Brian pare essere l'unico a comprenderne a fondo pregi e lati oscuri.
La possibilità che la famiglia riuscisse o meno a capire le parole di Stewie ha generato molta confusione: i Griffin sembrano ignorare la maggior parte dei suoi discorsi; tuttavia, in alcune circostanze hanno risposto a ciò che diceva. Questa antinomia è stata ripresa nell'episodio Uno contro tutti sotto forma di metahumor. Alla fine dell'episodio, l'episodio stesso si rivela essere un video che funge da testimonianza storica, il quale viene mostrato a un gruppo di studenti del futuro. Quando la relatrice chiede se ci sono domande, uno degli studenti risponde: «Sì. Non capisco: cioè [...] la famiglia capisce quello che dice Stewie... o sennò come comunica?». Gli altri studenti sembrano avere lo stesso dubbio. Brian, comunque, lo riesce sempre a capire e ha spesso lunghe conversazioni con lui, inclusi numeri musicali e discussioni. Anche estranei come Connie D'Amico possono capire Stewie: ad esempio, si consideri l'episodio Il fascino dei baffi. Jillian Russel lo capisce, così come Lauren Conrad. In rare occasioni Stewie parla direttamente a Chris o a Meg, ed essi gli rispondono. In Medium Extra Large, Chris parla molto con Stewie, il che può far supporre che riesca a capirlo. Nuovamente nell'episodio Herpes, l'amore dolente Stewie si avvicina al padre, il quale brandisce una frusta, e gli dice «Ehi, papà, che bella frusta!» (nella versione originale si gioca sia sull'ambivalenza semantica dell'espressione «cool whip», che può significare tanto «bella frusta» quanto «panna montata», sia sulla pronuncia strana che Stewie, come è suo solito, utilizza per la stessa espressione); il padre lo colpisce dolorosamente, e Stewie esclama: «Ah! Pensavo che tu non mi capissi!».
Stewie uccide Lois e Lois uccide Stewie sono gli unici due episodi dove il bambino comunica a tutti gli effetti con la famiglia, anche se le vicende narrate negli stessi sono soltanto simulazioni, seppur caratterizzate da un forte realismo. Stewie, in tali episodi, evidenzia che i membri della famiglia sono interessati a lui soltanto perché hanno scoperto che è un genio del male: una settimana prima, infatti, Peter aveva ignorato il suo disegno realizzato con dei maccheroni, il quale ritraeva un gufo. Quando gli è stata posta la domanda in un'intervista, Seth MacFarlane, il creatore de I Griffin, ha risposto spiegando che Stewie parla davvero, ma che gran parte della famiglia lo ignora, così come la gente di solito ignora quello che dicono i bambini molto piccoli. In tale occasione, MacFarlane ha spiegato anche che Brian riesce a capirlo.
Nonostante la sua cultura invidiabile e le sue citazioni storiche, non ha ancora chiari concetti come il sesso; inoltre, si diverte a guardare i programmi per bambini e non è ancora capace di usare il bagno. Stewie si dimostra, in alcune occasioni, un vero e proprio criminale, in quanto possiede armi di ogni tipo, è un rapinatore, si occupa di strozzinaggio e falsificazione (anche se non sempre lo dimostra).

### Obiettivi
Il principale obiettivo di Stewie è uccidere sua madre Lois, mentre come secondo obiettivo cerca di conquistare il mondo. Stewie ha una grande conoscenza delle arti marziali e delle tattiche militari, sa maneggiare molte armi e grazie alla sua grande genialità è riuscito a costruire complicate macchine per viaggiare nel tempo o tra universi paralleli. Nonostante ciò, tutti (o quasi) i suoi piani sono falliti. Nella seconda puntata della prima stagione, I teledipendenti, Stewie dimostra la sua quasi infallibile genialità costruendo una macchina per cambiare il tempo atmosferico.
Nel film La storia segreta di Stewie Griffin Stewie, dopo aver messo da parte i suoi propositi di conquista e di omicidio di Lois, incontra il suo Io futuro, un trentacinquenne vergine senza una vita sociale e privo di interessi. Stewie, per evitare questo futuro, torna indietro nel tempo per impedire a sé stesso di vivere l'esperienza traumatica che lo avrebbe ridotto a quello stato (il crollo della torretta di un bagnino in una piscina pubblica). Nel corso della serie, però, le attitudini di Stewie si modificano: invece di interpretare solo la parte del genio del male interessato alla conquista del mondo, diventa una persona buona e normale con il desiderio di integrarsi nella società civile. In seguito a questo cambiamento, il suo desiderio di dominio del mondo viene accantonato e anche quello di uccidere Lois sparisce, sebbene consideri quest'ultima ancora una brutta persona per il modo in cui tratta Meg e Chris. Nonostante ciò, in alcuni episodi torna a mostrare alcuni atteggiamenti sociopatici, come quando, in Ritorno al Passato, spara a Brian, colpendolo ad una gamba. Stewie cerca di recuperare questo comportamento in La mano sulla sedia a rotelle, ma finisce per creare un clone malvagio di sé stesso.

### Orientamento sessuale
In più episodi, inoltre, si fa riferimento ad una sua presunta omosessualità (o bisessualità): si è travestito e atteggiato da donna in più di un'occasione e ha detto di avere una passione per Ricky Martin. In un episodio, vedendo una rivista pornografica di Chris, si spaventa alla vista di una vagina e spara l'intero caricatore di un mitra contro la rivista. In un altro episodio lo si è visto ballare a petto nudo in un gay bar. Nell'episodio I soliti idioti della settima stagione, dopo aver dedicato a Susie Swanson Everything I Do, dichiarerà a Brian di non essere più innamorato di Susie, bensì di Bryan Adams, il cantante della canzone. In molti altri episodi mostra attrazione sessuale nei confronti di Brian; inoltre, nell'episodio Brian e Stewie, quando Stewie accende il cellulare si vede che ha come sfondo un uomo a petto nudo. Stewie ha un certo tipo di fantasie, romantiche o sessuali, sul suo orsetto di peluche, Rupert: Stewie lo vede talvolta come un uomo muscoloso con la testa da orsacchiotto. 
Nonostante tutto, sembra essere attratto anche da personaggi femminili: di solito, quando i personaggi da cui Stewie è attratto sono della sua età, sono femminili. Rare volte ha mostrato repulsione verso l'omosessualità. Stewie si sbilancia maggiormente su un lato o un altro della sua bisessualità da episodio a episodio. Per esempio, in Andiamo a vivere insieme è gay, mentre in Alla larga dalle pupe!, dove si innamora di una bambina che frequenta il suo stesso asilo, è eterosessuale. Stewie si innamora della propria baby sitter in Lo scambio equo, arrivando a rapire a ad uccidere il suo fidanzato. A volte dà prova di essere di entrambe le parti, come in I soliti idioti e in L'esperimento. Stevie è probabilmente confuso sul suo orientamento sessuale, dato che ha solo un anno: la sessualità di Stewie Griffin, dunque, non è ben definibile. 
Seth MacFarlane disse in un'intervista che "All'inizio nacque come il diabolico infante genio del male, ma poi lo abbiamo spostato su un personaggio dalla sessualità confusa. Tutti quanti siamo convinti che Stewie sia quasi certamente gay e lui stesso è nella fase in cui lo sta scoprendo. Non lo abbiamo naturalmente limitato a questa personalità, perché riusciamo a creare battute da entrambe le parti, ma lo trattiamo spesso come se stessimo scrivendo battute per un personaggio omosessuale".